# 周村魁星楼
周村魁星楼俗名红阁楼，位于中国山西省晋城市泽州县西部的周村镇周村东南，是一座楼阁式砖塔，高三层，六角形平面，最上层有圆窗。2013年1月列为第三批晋城市文物保护单位，编号3-75。。